# Ronny Grant
Ronny Grant (Aruba, 15 ottobre 1943) è un cantante e doppiatore olandese naturalizzato italiano, noto per aver doppiato il granchio Sebastian nei film e serie La sirenetta e per il musical Caino e Abele.

## Biografia
Ronny Grant è nato ad Aruba il 15 ottobre 1943. Inizia l'attività teatrale negli anni settanta, entrando nella compagnia di Tony Cucchiara, e partecipando nel 1972 a Caino e Abele, il musical dell'artista siciliano che affronta il tema della violenza attraverso i secoli, in una forma che incontra il successo anche all'estero. L'anno successivo vengono pubblicati due album con le canzoni della commedia musicale (uno completo ed uno con una selezione). Lavora poi con Cucchiara in altri spettacoli, come Storie di periferia (con Marisa Sannia), Tragicomica con musiche, La baronessa di Carini, Swing e Pipino il breve, con Tuccio Musumeci. Nei dischi pubblicati dagli spettacoli Ronny Grant canta, sia da solo che nel coro. Attualmente risiede a Glasgow e lavora in una distilleria.

## Doppiaggio
Nel 1979 presta la sua voce al personaggio di Hud (interpretato sullo schermo dall'attore Dorsey Wright) nell'edizione italiana di Hair. A partire dal 1989 è il doppiatore del granchio Sebastian nel film La sirenetta, cantando anche le canzoni (tra cui la più nota è In fondo al mar). Riprenderà il ruolo anche nella serie TV, nel sequel e nel prequel.

## Discografia

### 33 giri
- 1973 - Caino e Abele (Odeon, 3C064-17865)
- 1973 - Selezione da Caino e Abele (Odeon, 3C064-17913)
- 1975 - Storie di periferia (CBS, 69105)
- 1978 - Pipino il breve (Gio & Gio, GG 3201)
- 1983 - La baronessa di Carini (Gio & Gio, doppio, GG 3204/05)
- 1985 - Pipino il breve (Durium, doppio)

## Doppiaggio

### Cinema
- Dorsey Wright in Hair
- George Harris in Black Hawk Down - Black Hawk abbattuto

### Film d'animazione
- Sebastian in La sirenetta, La sirenetta II - Ritorno agli abissi, La sirenetta - Quando tutto ebbe inizio

### Cartoni animati
- Sebastian in La sirenetta - Le nuove avventure marine di Ariel, Marsupilami, House of Mouse - Il Topoclub

### Videogiochi
- Sebastian in Alla ricerca di Flounder[3]